# Luigi Sartori (teólogo)
Luigi Sartori (Roana, 1º de janeiro de 1924 — Pádua, 2 de maio de 2007) foi um professor, padre católico e um destacado teólogo italiano.

## Biografia
Nascido em Roana em 1º de janeiro de 1924 em uma família pobre, foi o único filho de Celeste Giovanni Sartori, sacristão, e Maria Cavalli, ambos muito religiosos. O pai faleceu em 1939 depois de uma longa doença, e a mãe poucos meses depois. Na juventude desenvolveu um interesse pela poesia, literatura, línguas, pintura e música, aprendendo a tocar vários instrumentos. Estudou no Seminário Menor de Thiene a partir de 1935 e no Seminário Maior de Pádua a partir de 1939, sendo ordenado padre em 1946. Prosseguiu seus estudos na Pontifícia Universidade Gregoriana, hospedando-se na sede dos Filhos de Don Calabria, na Paróquia de Primavalle, onde pregava aos domingos e dirigia uma escola para meninos. Obteve a licenciatura em filosofia em 1948 e o doutorado em teologia em 1952 com a tese Blondel e o Cristianismo.
Os cursos que frequentou seguiam uma linha escolástica tradicional, o que, embora desse rigor ao seu método, não conseguiu sensibilizá-lo profundamente em termos teológicos, mas no campo filosófico pôde expandir seus horizontes entrando em contato com as obras de Kant, Kierkegaard, Heidegger, Sartre e sobretudo Blondel, que foi uma grande influência. Enquanto isso, paralelamente estudava história, sociologia e psicologia e temas científicos como a teoria da evolução, teoria da relatividade, física quântica e cosmologia. Também foram importantes uma viagem à França em 1948, conhecendo padres operários de um movimento vanguardista, e sua participação em 1950 em um grupo de estudos interconfessionais. Essa diversidade de referenciais teóricos e essas experiências práticas lhe deram os subsídios para o desenvolvimento de um pensamento sintético e ecumênico, que se tornaria uma marca no seu trabalho posterior. Segundo Ida Tiezzi, "na sua vida espiritual, assim como na reflexão teológica, Sartori sempre manteve um forte senso de abertura, de diálogo, junto com uma fidelidade rigorosa à verdade".
Em 1954 foi encarregado pelo bispo Girolamo Bortignon de organizar uma revista, a Studia Patavina. Concebida pelo bispo como instrumento de revitalização das relações entre a teologia, o Seminário e a Universidade de Pádua, num espírito conservador, sob a direção de Sartori, que se estendeu até 1967, transformou-se em um órgão de grande abertura ao novo, divulgando a produção de filósofos e teólogos transalpinos. Passou a dar aulas no Seminário e na Escola de Cultura Superior e Religiosa para Sacerdotes, além de organizar congressos teológicos regulares.
Participou como perito teólogo do Concílio Vaticano II (1962-1965), assessorando a comissão de divulgação jornalística, e foi consultor na preparação da constituição apostólica Gaudium et Spes. Segundo Michele Cassese, "foi o Concílio Vaticano II que amadureceu sua formação e experiência como teólogo. [...] A experiência conciliar marcou definitivamente sua pesquisa teológica e o estimulou a valorizar a diversidade". Marcou também sua atividade como professor, desenvolvendo uma didática inovadora: "Deixando os manuais para trás, para cada tratado dogmático desenvolvia primeiro a parte histórico-positiva, traçando a história do tema ou dogma, desde a Bíblia (Antigo e Novo Testamento) até a Tradição e os Padres, então passando da escolástica à teologia atual; a segunda parte era especulativo-sistemática". Incentivou seus estudantes a seguirem as fontes com fidelidade, extraindo suas nuances sutis, para só depois desenvolverem suas propostas e reflexões pessoais.
Após o Concílio intensificou sua produção escrita e docente, tornou-se professor de eclesiologia, escatologia e ecumenismo no Seminário de Pádua e na Faculdade Teológica Inter-regional da Itália Setentrional em Milão e em sua seção de Pádua. Em 1967 participou da fundação da Associação Teológica Italiana, que veio a presidir entre 1969 e 1989, desenvolvendo uma linha de atuação pedagógica, privilegiando publicações acessíveis para alcançar quem não tinha meios de aprofundar o estudo, e política, debatendo a influência da Igreja na sociedade, além de dar grande importância à exploração e divulgação das resoluções conciliares. Foi presidente da Comissão Diocesana para o Ecumenismo e o Diálogo, por muitos anos foi professor colaborador do Instituto de Ciências Religiosas de Trento (diretor científico na década de 1980), do Instituto de Liturgia Pastoral de Pádua, do Instituto de Estudos Ecumênicos São Bernardino em Verona, e de outras escolas superiores em várias cidades, além de ser consultor do Secretariado de Atividades Ecumênicas e do Pontifício Conselho para a Promoção da Unidade dos Cristãos do Vaticano, respectivamente entre 1967 e 1995, e entre 1969 e 1980, e consultor do Conselho Mundial de Igrejas em Genebra entre 1972 e 1988. Entre 1974 e 1976 foi colaborador dos jornais Avvenire e Il Giorno, cujos artigos reuniu no livro Teologia nel quotidiano. Na década de 1980 fundou a revista a Credere Oggi, uma ramificação da Studia Patavina, e entre 1991 e 2005 colaborou com o Movimento Eclesial de Iniciativa Cultural, voltado para fortalecer a atuação leiga na Igreja.

## Obra
Segundo Ida Tiezzi, seu trabalho se concentrou na eclesiologia ecumênica, na superação da tradição apologética e na recuperação da dimensão pnematológica da teologia, evitando polarizações dialéticas. Outros temas que explorou são a relação entre a fé e a cultura, a evangelização, a reflexão sobre o magistério, o pluralismo teológico e cultural na Igreja, a cristologia, o mistério de Deus e do homem. Para o teólogo Antonio Ricupero, "Sartori acompanhou os acontecimentos do seu tempo com paixão e participação, dentro e fora da Igreja, tentando discernir neles o papel e a força criadora do Espírito Santo que guia para o futuro. Na minha opinião, as raízes da continuidade do testemunho coerente que ele deu em sua vida e a chave interpretativa de toda a sua vasta produção teológica estão na relação profunda e vital entre fé e história. O seu pensamento caracterizava-se por uma expressão clara e linear, destinada a fazer-se entender pelo leitor, sem sobrecarregá-lo com uma erudição excessiva: uma teologia popular e pastoral, com uma linguagem incisiva, que renunciava a propor sínteses definitivas". Publicou cerca de 20 livros e uma extensa quantidade de artigos em vários veículos.
Entre suas principais publicações estão:
- Blondel e il cristianesimo, Gregoriana, 1953
- Teologia della storia, Gregoriana, 1956
- È Dio il regista della storia?, Nuova Accademia, 1961
- Teologia nel quotidiano, Borla, 1977
- Teologia ecumenica. Saggi, Gregoriana, 1987
- Per una teologia in Italia, scritti scelti, 3 vols. Messaggero, 1997
- Il dito che annuncia il cielo. Una spiritualità della speranza, Gregoriana, 2006
- Una mentalità ecumenica. Luigi Sartori a colloquio con Giampietro Ziviani, Ancora, 2006

Foi colaborador das revistas Concilium, Humanitas, Presenza Pastorale, Via Verità e Vita, Vita e Pensiero, Il Regno, Famiglia Cristiana, Messaggero di Sant'Antonio, entre outras.

## Legado
Sartori deixou uma forte marca sobre gerações de teólogos e sacerdotes formados em Pádua e permanece como uma importante referência na teologia italiana moderna. Sua obra foi estudada por dezenas de acadêmicos e pensadores, vários deles dedicando volumes principal ou integralmente ao seu trabalho, incluindo Ioannis Asimakis (Oltre le forme: il contributo di Luigi Sartori per una ecclesiologia ecumenica), Siobhan Nash-Marshall (Per una metafisica dell'amore), Luciano Tallarico (Dio in tutte le religioni. I semi di Dio sono sparsi nel mondo), Marianita Montresor (Una spiritualità ecumenica per l'oggi. Il modello di Luigi Sartori) e Antonio Ricupero (La fede lievito della storia. Il senso dell'itinerario teologico di Luigi Sartori).
Segundo Paola Zampieri, Sartori foi "um pensador estimulante, um líder e maieuta em seu tempo histórico, um educador de uma fé ardente, que atuou com paixão", sendo considerado um dos "pais" da teologia italiana moderna. Na visão de Pietro Coda, "a teologia de Sartori não só se mostra substancial e profética em relação ao momento histórico em que foi produzida, mas também repleta de heranças preciosas que em mais de um caso pedem uma explicação e declinação pertinentes. Especialmente hoje, em relação ao sopro de novidade e às principais linhas de empenho para o discernimento, purificação e reforma da Igreja que emanam do ministério do Papa Francisco".
Para o teólogo Bruno Forte, "raramente um teólogo explorou mais horizontes ou mais caminhos: e nunca fechando o discurso, mas sempre abrindo-o com intuições engenhosas, com caminhos inusitados, com pontos de partida bem fundamentados e depois deixados para que outros os explorassem, como que para despertar o pensamento, para estimular a criatividade oculta, para despertar uma consciência teológica há muito adormecida na Igreja italiana pré-conciliar". O jornalista e senador Raniero La Valle o chamou de "um dos pilares da Igreja italiana", e disse que foi "o patriarca dos teólogos italianos, sem o qual o ecumenismo na Itália não teria decolado, um homem da Igreja e do Concílio, sempre convencido de que o futuro da teologia e da fé está na graça do pluralismo religioso".

## Homenagens
Em 1995 foi homenageado com o festschrift Teologia e filosofia nella storia: studi in onore di Luigi Sartori. Em 1997 foi publicada uma ampla coleção de textos escolhidos, em três volumes, Per una teologia in Italia: scritti scelti, organizados por Ermanno Tura, em homenagem aos seus 50 anos de sacerdócio. Recebeu o título de Professor Emérito da Faculdade Teológica do Trivêneto. Uma rua em Roana leva seu nome. Em 2017, comemorando os dez anos de seu falecimento, a Diocese de Pádua, a Faculdade Teológica do Trivêneto e a Paróquia de Roana organizaram uma série de atividades ao longo de três dias, incluindo um congresso intitulado Luigi Sartori: testemunha de diálogo, leituras de textos, concertos, celebrações religiosas e o lançamento de um livro resultante da tese de doutorado de Ricupero sobre o seu pensamento teológico.